# Škofja Loka
Škófja Lóka (izgovarjava [ˈʃkoːfja ˈloːka] (), v Škofji Loki; nemško Bischoflack) je srednjeveško mesto v severozahodni Sloveniji z okoli 12.000 prebivalci. Leži jugozahodno od Kranja in severozahodno od Ljubljane in spada pod gorenjsko statistično regijo. Urbana celota skupaj s povezanimi okoliškimi naselji šteje okoli 20.000 prebivalcev. Mesto je sedež istoimenske občine.

## Ime
Škofja Loka je bila prvič omenjena leta 973 kot Lonca (nanašalo se je na Staro Loko), kot Lonka v letu 1160, Lok v letih 1192-97, Scofolotti v letu 1293 in Scofioloco leta 1295. Ime dobesedno pomeni (moker) škofovski travnik, in se nanaša na lastništvo Freisinških škofov.

## Zemljepis
Škofja Loka leži na nadmorski višini 351 metrov, ob sotočju rek Poljanske in Selške Sore, na prehodu iz Sorškega polja v Škofjeloško in Polhograjsko hribovje. Stari del mesta stoji na rečnih terasah in obsega Mestni trg (Plac) in Spodnji trg (Lóntrg). Nad gradom se dvigata hrib Kráncelj (475 m) in Štángruf (472 m) sestavljena iz srednjetriasnega škofjeloškega ploščatega apnenca. Na pomolu, ki štrli iz hriba, stoji Loški grad, v katerem je danes Loški muzej. Za njim je kraški svet poln vrtač in kraških jam. Severno od središča mesta je hrib Kamnitnik (414 m), znan po konglomeratni skali. Puštalski most in Puštalska brv čez Poljansko Soro vežeta mesto z vasjo Puštal. V nekdanje Kapucinsko predmestje vodi Kamniti most (Kapucinski most). 
V Kapucinskem samostanu je ena najdragocenejših knjižnic na Slovenskem, ki hrani Dalmatinovo Biblijo, inkunabule in še nekaj drugih najstarejših slovenskih knjig. Znamenitost knjižnice je rokopis iz leta 1721, Škofjeloški pasijon, ki je najstarejše v celoti ohranjeno slovensko dramsko besedilo, opremljeno z režijskimi opombami.
Z Lontrga se gre čez Lahov most v novejši del mesta. Stara Loka, ki je bila nekaj časa tudi del Škofje Loke, je spet samostojno naselje, čeprav je del strnjenega urbanega območja mesta, v katerega spadajo še blokovsko naselje Podlubnik ter samostojne vasi Binkelj, Virlog, Vešter, Trnje, Podpulfrca, Grenc, Trata, Virmaše, Sveti Duh, Suha, Lipica, Hosta itd.

## Podnebje
Podnebje je zmerno celinsko z zmerno mrzlimi zimami in ne prevročimi poletji. Padavin je okoli 1500 mm na leto. Obe reki, ki se stekata v Škofji Loki imata hudourniški značaj z največjim pretokom jeseni in spomladi.

## Zgodovina
Zgodovina Škofje Loke se začne z letom 973, ko je cesar Oton II. (1184-1220) loško ozemlje dodelil freisinškemu škofu Abrahamu v fevd. To pa ni bila današnja Škofja Loka ampak Stara Loka. To so ustanovili škofje kot svojo upravno in gospodarsko središče, saj je bil kraj na strateško pomembnem križišču.
Prvič je bila Škofja Loka omenjena kot trg leta 1248, leta 1274 pa kot mesto. V 11. in 12. stoletju so dali škofje zgraditi na Kranjceljnu romanski Zgornji stolp in grad. Gospostvo je upravljal glavar, ki je stanoval na gradu. V imenu zemljiškega gospoda je izvajal sodno oblast, ki jo je škofom izročil leta 1257 oglejski patriarh Gregor. Leta 1274 je Otokar II. Loškemu gospostvu poveril tudi deželno sodstvo. Deželnoknežji sodnik je izrekal najhujše kazni, na smrt obsojene so obglavljali pri Krvavem znamenju v Stari Loki ali jih obešali na Gavžniku. Imeli so tudi Kaščo. Meščani so lahko trgovali, podeželski podložniki pa so smeli prodajati le svoje pridelke.
Zapisi navajajo da je bila Škofja Loka v 14. stoletju obdana z obzidjem s petimi obrambnimi stolpi in petimi mestnimi vrati. Imela je mestno avtonomijo. Leta 1457 je v mesto vdrl Jan Vitovec, vojskovodja celjskih grofov in mesto požgal. Leta 1476 so mesto napadli Turki. Večkrat je po mestu pustošila kuga. Leta 1511 ga je porušil potres na Idrijskem. Takratni zemljiški gospod škof Filip je mesto obnovil in nekatere stavbe stojijo še danes, Zgornji stolp pa je ostal v ruševinah. Uničujoča za mesto sta bila požara v letih 1660 in 1698. Po tem se mesto ni kaj dosti spreminjalo. Leta 1789 so podrli mestno obzidje in ukinili mestna vrata.
V srednjem veku sta bili v Loki močno razviti obrt in trgovina. Pod Kamnitim mostom je omenjen mlin že leta 1309. Mnogo je bilo kovačev, čevljarjev, krojačev, pekov in drugih. Leta 1673 je bilo v Loki 95 rokodelcev z mnogimi pomočniki. Organizirani so bili v rokodelskih cehih, ki so bili na višku v 17. stoletju. Živahna je bila trgovina z železom, loškim platnom in siti.
Leta 1803 je bila Škofja Loka priključena avstrijski Vojvodini Kranjski.
Škofja Loka je bila prvo mesto na Kranjskem, ki je dobilo električne luči že pred potresom leta 1895.
Med drugo svetovno vojno so Škofjo Loko najprej zasedle italijanske sile (13. aprila 1941), nemška vojska pa jih je zamenjala 17. aprila. Prve prebivalce mesta je Gestapo aretiral že 6. maja 1941, v naslednjih tednih je bilo 26 družin izgnanih v Srbijo. Partizani so mesto osvobodili 9. maja 1945.
Škofja Loka ima eno izmed najbolje ohranjenih srednjeveških mestnih središč v Sloveniji. Leta 1987 je bilo mesto razglašeno za kulturni spomenik.

## Grb
Zanimivost škofjeloškega grba je Zamorec. Po legendi se je eden od freisinških zemljiških gospodov, Abraham, peljal v Poljansko dolino, medtem pa ga je napadel medved. Zamorec, ki je bil njegov podložnik, pa se medveda ni zbal in ga je ubil s puščico. V zahvalo mu je škof obljubil, da »ga bo naredil slavnega, da ga bodo pomnili še mnogi rodovi«. Zamorec s krono je postal simbol freisinške škofije, posledično pa tudi mesta Škofja Loka.

## Gospodarstvo
V Škofji Loki sta bili obrt in industrija v zgodovini zelo živahni in sta dajali utrip mestu. Znana je bila tovarna klobukov Šešir (delovala je od leta 1919 dalje), elektro podjetje Elra (od 1954), kasneje tovarna hladilnikov LTH, tovarna odej Odeja (od 1940), prevozništvo Transturist (od 1954), gradbeno podjetje Tehnik (od 1948), konfekcija Kroj (od 1946), tovarna izolacijskega materiala Termo, danes Knauf Insulation. Mnoge danes ne obratujejo več.

## Promet
Železniška proga Jesenice-Ljubljana poteka na oddaljenosti 3 km od starega mesta. Leta 1953 so do železniške postaje zgradili cesto.
V Škofji Loki se križa več cest, ki peljejo v Poljansko in Selško dolino in povezujejo Idrijsko in severno Primorsko, ena proti Kranju in dve proti Ljubljani. Skozi naselje tradicionalno poteka tudi kolesarski maraton Franja.

## Stavbe in objekti
Župnijska cerkev Sv. Jakoba je bila prvič omenjena leta 1271 in na novo v gotskem slogu sezidana v letih 1471-1532. Ostanki fresk v ladji so iz okoli 1471. V sklepnikih so grbi škofa in premenitašev ter znamenja cehov. Slika Oljska gora je verjetno delo slikarja Franca Remba (1674-1718). Cerkev je bila obnovljena leta 1931. Za opremo je skrbel Jože Plečnik. Do leta 1804 je bila cerkev podružnica Stare Loke. Nunski samostan je bil ustanovljen 1358 za klarise. Leta 1660 sta bila cerkev in samostan poškodovana v požaru.
Leta 1547 je mesto dobilo Špital (ubožnico in hiralnico). Sedanja stavba je iz leta 1720. Špitalska cerkev je iz leta 1710, prenovljena 1885 in ima bogat baročni oltar z Layerjevo sliko.
Kapucinski samostan in cerkev Sv. Ane so zgradili 1709. Stenske slikarije so Gosarjeve in Ogrinove. V samostanu je knjižnica starih verskih knjig, tudi rokopis pasijonske procesije iz leta 1721, ki ga je napisal pater Romuald v slovenščini.
Nad mestom stoji Škofjeloški grad. Prvotni je bil iz 13. stoletja, po potresu 1511 na novo sezidan. Sredi dvorišča so leta 1521 postavili visok stolp, leta 1526 pa stolp s kapelo. Po sekularizaciji leta 1803 je bila v gradu davkarija, sodišče in zemljiška knjiga, v stolpu pa ječe. Leta 1864 je grad kupil industrialec Fidelis Terpinc. Leta 1891 so grad kupile uršulinke. Dvoriščni stolp so dale podreti, zgradile pa so nov trakt z dvorano. Iz samostana na grad so zgradile stopnišče in združile oba vrtova. Med obema vojnama je bila v gradu bolnišnica, po 2. svetovni vojni pa kazensko-poboljševalni zavod. Od leta 1959 je v gradu Loški muzej. V Škofji loka sta Galerija Ivana Groharja in Galerija Franceta Miheliča.
Kašča je stala že pred potresom in bila 1513 obnovljena, kar piše na vzidani plošči s Filipovim grbom.
Homanova hiša je bila v lasti freisinškega škofa in ima na portalu letnico 1529. Na vogalih so stolpišasti pomoli, v veži je grebenast obok. Na trgu so še druge zanimive stare hiše.
Kamniti ali Kapucinski most je iz sredine 14. stoletja. Na njem je kip Janeza Nepomuka z mestnim grbom.
Priljubljena izletniška in razgledna točka nad mestom je hrib Lubnik.
- Škofjeloški grad
- Kašča iz leta 1513
- Filipov grb na Kašči
- Cerkev sv. Jakoba
- Cerkev sv. Jakoba, rebrasto obokana dvoranska ladja
- Kapucinski samostan in cerkev sv. Ane
- Homanova hiša
- Uršulinski samostan s cerkvijo

## Kamnitnik
Kamnitnik je nahajališče škofjeloškega konglomerata pod evidenčno številko 7722 zapisan v register naravne dediščine. Škofjeloški konglomerat je sedimentna kamnina oligocenske starosti. Konglomeratna skladovnica je razgaljena na vzhodnem robu in za vrhom opuščenega kamnoloma Kamnitnik.
Danes je tu urejeno plezališče.

## Pobratena in prijateljska mesta
- Tábor, Češka
- Freising, Nemčija
- Smederevska Palanka, Srbija
- Maasmechelen, Belgija
- Sovodnje ob Soči, Italija

V letu 2011 je postala Škofja Loka članica Douzelage, združenja 27 mest Evropske unije. Ta aktivnost se je začela leta 1991 in jo spremljajo redni kulturni in festivalski dogodki.
 Brienz, Švica
 Altea, Španija - 1991
 Bad Kötzting, Nemčija - 1991
 Bellagio, Italija - 1991
 Bundoran, Irska - 1991
 Granville, Francija - 1991
 Holstebro, Danska - 1991
 Houffalize, Belgija - 1991
 Meerssen, the Nizozemska - 1991
 Niederanven, Luxembourg - 1991
 Preveza, Grčija - 1991
 Sesimbra, Portugalska - 1991
  Sherborne, Združeno kraljestvo - 1991
 Karkkila, Finska - 1997
 Oxelösund, Švedska - 1998
 Judenburg, Avstrija - 1999
 Chojna, Poljska - 2004
 Kőszeg, Madžarska - 2004
 Sigulda, Latvija - 2004
 Sušice, Češka - 2004
 Türi, Estonija - 2004
 Zvolen, Slovaška - 2007
 Prienai, Litva - 2008
 Marsaskala, Malta - 2009
 Siret, Romunija - 2010
 Tryavna, Bolgarija - 2011
 Agros, Ciper - 2011